# 플랜B: 뜨거운 녀석들
《플랜B: 뜨거운 녀석들》(독일어: Plan B: Scheiß auf Plan A)은 2016년에 공개한 독일의 영화이다.

## 캐스팅

### 주연
- 칸 아이든 : 칸 역
- 차리 윤 : 차 역
- 퐁 지앙 : 퐁 역

### 조연
- 유진 보아텡 : 유진 역
- 줄리아 디에체 : 빅토리아 역
- 제던 버크하드 : 슐츠 역
- 플로리안 클라이네 : 에디 역
- 하이디 머니메이커
- 리아 모나

## 수상 정보
- 제21회 판타지아 영화제 (2017년) 장편 영화